# Luis Fernández López
Luis Fernández López (Oviedo, 29 de abril de 1900 - París, 25 de octubre de 1973) fue un pintor asturiano.

## Trayectoria
Hijo del logroñés Enrique Fernández, catedrático de la Universidad de Oviedo, se quedó huérfano primero de madre y después de padre, por lo que en 1909 él y sus hermanos se trasladan a vivir a Madrid con su abuelo materno. Sin embargo, éste morirá poco después, separándose los hermanos y yendo Fernández a vivir a Barcelona con su tío materno. Este le hará abandonar los estudios, entrando como aprendiz en una joyería de la Ramblas. En 1912 se matricula en el turno nocturno de la Escuela de Bellas Artes de Barcelona, la Llotja, mientras sigue desempeñando diferentes oficios para pagarse los estudios.
Tras finalizar sus estudios se traslada en 1924 a París, donde entra en contacto con el movimiento artístico de Montparnasse mientras se gana la vida trabajando en una imprenta. Allí conoce a artistas como Brancusi, Braque, Ozenfant... También entra en contacto con el escultor Julio González, también español. En este ambiente entrará en contacto sucesivamente con el Purismo, derivado del Cubismo, y con el Neoplasticismo, a los que seguirá más tarde el Surrealismo. A partir de 1933 se dedica exclusivamente a la pintura. Entabla amistad con Picasso, con el que colabora en diferentes proyectos y que tendrá una gran influencia en una etapa de su obra.
Su primera exposición individual se celebró en el año 1950 en la Galería Pierre de París. Seis años después, volvería a exponer de forma individual, en esta ocasión en la Galería Cahiers d'Art, impulsada por un matrimonio amigo del artista, Yvonne y Christian Zervos.
La obra de Fernández irá evolucionando de forma progresiva hacia un mundo personal y hermético. Su trabajo se encuentra marcado por una manera de trabajar lenta y analítica, en la que se analiza no sólo la forma, sino también el espíritu del objeto y en el que cada pincelada se encuentra profundamente meditada. Su escasa producción y la mala suerte con los marchantes harán que durante toda su carrera viva al margen del éxito económico que gozan otros artistas de su generación.
En sus últimos años su obra es recuperada por la crítica, realizándose en 1972 una exposición antológica organizada por el Museo Nacional de Arte Moderno en París. Sin embargo, esta muestra no llegará a verse en España, circunstancia que le resulta especialmente dolorosa al pintor. Falleció el 25 de octubre de 1973 en París, siendo enterrado, por deseo propio, en Cantenac, localidad próxima a Burdeos, junto a Esther, su primera esposa.
La mayor parte de su obra se conserva en la Colección de Arte de Telefónica y en el Museo de Bellas Artes de Asturias. Precisamente en este museo organiza una exposición antólogica del pintor asturiano, en colaboración con la Fundación María Cristina Masaveu-Peterson, entre febrero y mayo de 2024. 